# Драфт НБА 1975
Драфт НБА 1975 року відбувся 29 травня. 18 команд Національної баскетбольної асоціації (НБА) по черзі вибирали найкращих випускників коледжів, а також інших кандидатів, офіційно зареєстрованих для участі в драфті, зокрема іноземців. Перші два права вибору належали командам, які посіли останні місця у своїх конференціях, а їхній порядок визначало підкидання монети. Атланта Гокс, які під час обміну придбали драфт-пік першого раунду від Нью-Орлінс Джаз, виграли підкидання монети і отримали перший загальний драфт-пік, а Лос-Анджелес Лейкерс - другий. Решту драфт-піків першого раунду команди дістали у зворотньому порядку до їхнього співвідношення перемог до поразок у сезоні 1974–1975. Перед драфтом Канзас-Сіті Омаха Кінґс перейменовано на Канзас-Сіті Кінґс. Гравець, який завершував четвертий рік у коледжі отримував право на участь у драфті. Перед драфтом 18 гравців, які завершили менш як чотири роки навчання, а також 2-х випускників середньої школи, оголосили такими, що можуть бути вибрані на драфті за правилом "hardship". Ці гравці подали заяви і надали докази свого важкого фінансового становища, що дало їм право заробляти собі гроші, розпочавши професійну кар'єру раніше. Драфт складався з 10-ти раундів, на яких вибирали 174 гравців. 30 грудня 1975 року ліга також провела додатковий драфт для гравців Американської баскетбольної асоціації.

## Нотатки щодо виборів на драфті і кар'єр деяких гравців
Атланта Гокс під першим загальним номером обрала Девіда Томпсона з Державного університету Північної Кароліни. Також під першим номером на драфті АБА 1975 його обрала Вірджинія Сквайрс, перед тим, як продала драфтові права на нього Денвер Наггетс. Він вибрав кар'єру в АБА, а в НБА перейшов під час злиття обох ліг. Під час свого першого і єдиного сезону в АБА він виграв звання MVP Гри всіх зірок АБА і новачка року АБА, а також потрапив до складу Збірної всіх зірок АБА. Серед його досягнень у НБА: два потрапляння до Збірної всіх зірок і чотири рази участь у Матчу всіх зірок. Згодом за баскетбольні досягнення його введено в Залу слави. Marvin Webster, третій номер вибору, також вибрав гру в АБА у складі Наггетс, перед тим як 1976 року перейшов у НБА.

## Драфт

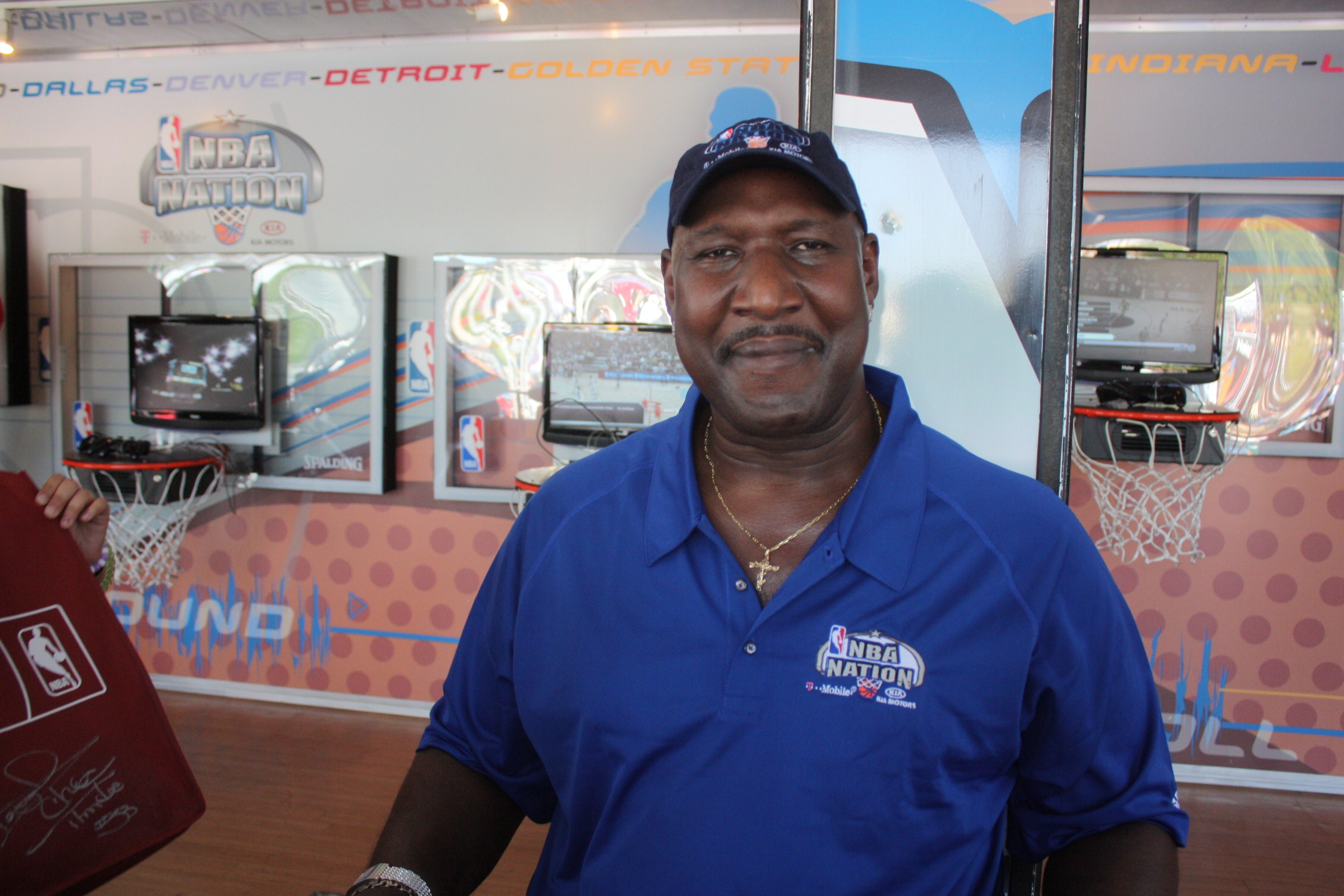
Філадельфія Севенті-Сіксерс обрала Дерріла Докінса під 5-м загальним номером.

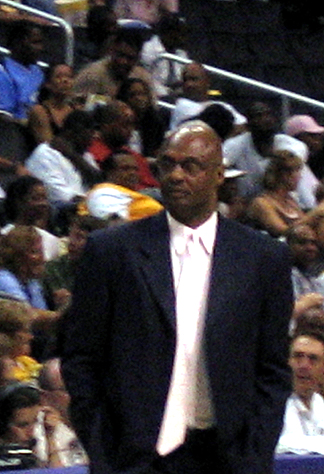
Голден-Стейт Ворріорс обрав Джо Браянта під 14-м загальним номером.

| Поз.    | G        | F       | C         |
| Позиція | Захисник | Форвард | Центровий |

| ^ | Позначає гравців, обраних у Баскетбольну залу слави Нейсміта                                                        |
| * | Позначає гравців, які взяли участь принаймні в одній грі матчу всіх зірок НБА і потрапили до Збірної всіх зірок НБА |
| + | Позначає гравців, які взяли участь принаймні в одній грі матчу всіх зірок НБА                                       |
| # | Позначає гравців, які жодного разу не грали в регулярному сезоні НБА або плей-оф                                    |

| Раунд | Вибір | Гравець                             | Поз. | Громадянство | Команда НБА                                                      | Коледж/Клуб                            |
| ----- | ----- | ----------------------------------- | ---- | ------------ | ---------------------------------------------------------------- | -------------------------------------- |
| 1     | 1     | Девід Томпсон^                      | G/F  | США          | Атланта Гокс (від Нью-Орлінс)[a]                                 | НК Стейт (Ср.)                         |
| 1     | 2     | Девід Маєрс                         | F/C  | США          | Лос-Анджелес Лейкерс                                             | УКЛА (Ср.)                             |
| 1     | 3     | Марвін Вебстер                      | C    | США          | Атланта Гокс                                                     | Morgan State (Ср.)                     |
| 1     | 4     | Алван Адамс+                        | F/C  | США          | Фінікс Санз                                                      | Оклахома (Дж.)                         |
| 1     | 5     | Дерріл Докінс                       | C    | США          | Філадельфія Севенті-Сіксерс                                      | Maynard Evans HS (Флорида) (СШ Ср.)    |
| 1     | 6     | Ліонел Голлінс+                     | G    | США          | Портленд Трейл-Блейзерс                                          | Аризона Стейт (Ср.)                    |
| 1     | 7     | Річ Келлі                           | F/C  | США          | Нью-Орлінс Джаз (від Мілвокі)[b]                                 | Стенфорд (Ср.)                         |
| 1     | 8     | Джуніор Бриджмен                    | G/F  | США          | Лос-Анджелес Лейкерс (від Клівленд)[c]                           | Луїсвілл (Ср.)                         |
| 1     | 9     | Джін Шорт                           | F    | США          | Нью-Йорк Нікс                                                    | Джексон Стейт (Дж.)                    |
| 1     | 10    | Білл Робінзін                       | F    | США          | Канзас-Сіті Кінґс (від Детройт через Нью-Йорк and Нью-Орлінс)[d] | Де Пол (Ср.)                           |
| 1     | 11    | Джо Мерівезер                       | F/C  | США          | Х'юстон Рокетс                                                   | Південний Іллінойс (Ср.)               |
| 1     | 12    | Френк Олійник                       | G    | США          | Сіетл Суперсонікс                                                | Сіетл (Дж.)                            |
| 1     | 13    | Боб Бігелоу                         | G/F  | США          | Канзас-Сіті Кінґс                                                | Пенсильванія (Ср.)                     |
| 1     | 14    | Джо Браянт                          | F/C  | США          | Голден-Стейт Ворріорс (від Чикаго)[e]                            | Ла Саль (Дж.)                          |
| 1     | 15    | Джон Ламберт                        | F/C  | США          | Клівленд Кавальєрс (від Голден-Стейт)[f]                         | УПК (Ср.)                              |
| 1     | 16    | Рікі Соберс                         | G    | США          | Фінікс Санз (від Баффало)[g]                                     | УНВЛ (Ср.)                             |
| 1     | 17    | Том Босвелл                         | F/C  | США          | Бостон Селтікс                                                   | Південна Кароліна (Ср.)                |
| 1     | 18    | Кевін Гріві                         | G/F  | США          | Вашингтон Буллетс                                                | Кентуккі (Ср.)                         |
| 2     | 19    | Білл Віллобі                        | F/C  | США          | Атланта Гокс (від Нью-Орлінс)[a]                                 | Dwight Morrow HS (New Jersey) (СШ Ср.) |
| 2     | 20    | Гас Вільямс*                        | G    | США          | Голден-Стейт Ворріорс (від Лос-Анджелес)[h]                      | УПК (Ср.)                              |
| 2     | 21    | Брюс Сілс                           | F    | США          | Сіетл Суперсонікс (від Атланта)                                  | Utah Stars (ABA)                       |
| 2     | 22    | Клайд Мейс                          | F    | США          | Мілвокі Бакс (від Фінікс через Нью-Орлінс)[b]                    | Furman (Ср.)                           |
| 2     | 23    | Ллойд Фрі* (зараз Ворлд Бі Фрі)1[›] | G    | США          | Філадельфія Севенті-Сіксерс                                      | Guilford (Дж.)                         |
| 2     | 24    | Корнеліус Кеш                       | F    | США          | Мілвокі Бакс                                                     | Боулінг Грін (Ср.)                     |
| 2     | 25    | Боб Гросс                           | G/F  | США          | Портленд Трейл-Блейзерс                                          | Лонг-Біч Стейт (Ср.)                   |
| 2     | 26    | Лютер Берден                        | G    | США          | Нью-Йорк Нікс                                                    | Юта (Дж.)                              |
| 2     | 27    | Волтер Лакетт#                      | G    | США          | Детройт Пістонс                                                  | Огайо (Дж.)                            |
| 2     | 28    | Ден Раундфілд*                      | F/C  | США          | Клівленд Кавальєрс                                               | Central Michigan (Ср.)                 |
| 2     | 29    | Джим Бленкс#                        | G/F  | США          | Х'юстон Рокетс                                                   | Гарднер-Вебб (Ср.)                     |
| 2     | 30    | Стів Грін                           | F    | США          | Чикаго Буллз (від Сіетл)[i]                                      | Індіана (Ср.)                          |
| 2     | 31    | Гленн Гансен                        | G    | США          | Канзас-Сіті Кінґс                                                | ЛСЮ (Ср.)                              |
| 2     | 32    | Джон Ласковскі                      | G    | США          | Чикаго Буллз                                                     | Індіана (Ср.)                          |
| 2     | 33    | Мел Атлі#                           | G    | США          | Клівленд Кавальєрс (від Голден-Стейт)[f]                         | Сент Джонс (Ср.)                       |
| 2     | 34    | Ларрі Фогл                          | G    | США          | Нью-Йорк Нікс (від Баффало через Чикаго)[j]                      | Канісіус (Дж.)                         |
| 2     | 35    | Аллен Мерфі                         | G    | США          | Фінікс Санз (від Вашингтон)[k]                                   | Луїсвілл (Ср.)                         |
| 2     | 36    | Джиммі Ден Коннер#                  | G    | США          | Фінікс Санз (від Бостон)[l]                                      | Кентуккі (Ср.)                         |

## Інші вибори
Цих гравців на драфті НБА 1985 вибрали після другого раунду, але вони зіграли в НБА принаймні одну гру.
| Раунд | Вибір | Гравець         | Поз. | Громадянство | Команда НБА                             | Коледж/Клуб                |
| ----- | ----- | --------------- | ---- | ------------ | --------------------------------------- | -------------------------- |
| 3     | 37    | Руді Гакетт     | F    | США          | Нью-Орлінс Джаз                         | Сірак'юс (Ср.)             |
| 3     | 38    | Джим Макелрой   | G    | США          | Нью-Орлінс Джаз (від Лос-Анджелес)[m]   | Central Michigan (Ср.)     |
| 3     | 47    | Руді Вайт       | G    | США          | Х'юстон Рокетс                          | Аризона Стейт (Ср.)        |
| 3     | 48    | Том Кропп       | G    | США          | Вашингтон Буллетс (від Сіетл)[n]        | Kearney State (Ср.)        |
| 3     | 50    | Гас Джерард     | G/F  | США          | Портленд Трейл-Блейзерс (від Чикаго)[o] | Spirits of St. Louis (ABA) |
| 3     | 51    | Роберт Гокінс   | G    | США          | Голден-Стейт Ворріорс                   | Іллінойс Стейт (Дж.)       |
| 3     | 53    | Джером Андерсон | G    | США          | Бостон Селтікс                          | Вест Вірджинія (Ср.)       |
| 3     | 54    | Баярд Форрест   | C    | США          | Фінікс Санз (від Вашингтон)[p]          | Гранд-Каньйон (Дж.)        |
| 4     | 56    | Сі Джей Купец   | F/C  | США          | Лос-Анджелес Лейкерс                    | Мічиган (Ср.)              |
| 4     | 57    | Монте Тоу       | G    | США          | Атланта Гокс                            | НК Стейт (Ср.)             |
| 4     | 61    | Філ Гікс        | F    | США          | Портленд Трейл-Блейзерс                 | Талені (Ср.)               |
| 4     | 62    | Ерік Фернстен   | F/C  | США          | Клівленд Кавальєрс                      | Сан-Франциско (Ср.)        |
| 4     | 64    | Ліндсі Гейрстон | F/C  | США          | Детройт Пістонс                         | Мічиган Стейт (Ср.)        |
| 5     | 75    | Вілбер Голланд  | G    | США          | Атланта Гокс                            | Нью-Орлінс (Ср.)           |
| 5     | 76    | Джо Пейс        | C    | США          | Фінікс Санз                             | Coppin State (Дж.)         |
| 6     | 92    | Дон Форд        | F    | США          | Лос-Анджелес Лейкерс                    | УК в Санта-Барбарі (Ср.)   |
| 6     | 99    | Генрі Ворд      | G/F  | США          | Клівленд Кавальєрс                      | Джексон Стейт (Ср.)        |
| 7     | 113   | Майк Флінн      | G    | США          | Філадельфія Севенті-Сіксерс             | Кентуккі (Ср.)             |
| 8     | 136   | Андре Маккартер | G    | США          | Клівленд Кавальєрс                      | УКЛА (Ср.)                 |
| 8     | 139   | Джим Бостич     | F    | США          | Канзас-Сіті Кінґс                       | Нью-Мексико Стейт (Ср.)    |
| 9     | 151   | Террі Томас     | F    | США          | Детройт Пістонс                         | Детройт (Ср.)              |

## Обміни
- a 1 2  20 травня 1974, Атланта Гокс придбав Боба Кауффмана, Діна Мемінгера, драфт-піки першого раунду 1974 і 1975 років, драфт-піки в другому раунді 1975 і 1976 років, а також драфт-пік третього раунду 1980 року від Нью-Орлінс Джаз в обмін на Піта Маравіча.[11] Гокс використали ці драфт-піки, щоб вибрати Девіда Томпсона і Білла Віллобі.
- b 1 2  8 жовтня 1974, Нью-Орлінс Джаз придбали Расса Лі і драфт-пік першого раунду від Мілвокі Бакс в обмін на Стіва Куберскі і драфт-пік другого раунду.[12] Перед тим Джаз придбали Ніла Вока і драфт-пік 16 вересня 1974, від Фінікс Санз в обмін на Денніса Отрі, Нейта Готорна, Кертіса Перрі і драфт-пік першого раунду 1976 року.[13] Джаз використали цей драфт-пік, щоб вибрати Річа Келлі. Бакс використали цей драфт-пік, щоб вибрати Клайда Мейса.
- c  17 травня 1974, Лос-Анджелес Лейкерс придбав драфт-пік першого раунду від Клівленд Кавальєрс в обмін на Джима Чонса.[14] Лейкерс використали цей драфт-пік, щоб вибрати Джуніора Бриджмена.
- d  28 травня 1975, Канзас-Сіті Кінґс придбали десятий драфт-пік від Нью-Орлінс Джаз в обмін на Рона Бегагена і драфт-пік другого раунду 1976 року.[15] Перед тим Джаз придбали Генрі Біббі і драфт-пік першого раунду 1 лютого 1975, від Нью-Йорк Нікс в обмін на Джима Барнетта і Ніла Вока.[13] Перед тим Нікс придбали цей драфт-пік 26 грудня 1974, від Детройт Пістонс в обмін на Говарда Портера.[16] Кінґс використали цей драфт-пік, щоб вибрати Білла Робінзіна.
- e  3 вересня 1974, Голден-Стейт Ворріорс придбав Кліффорда Рея і драфт-пік першого раунду від Чикаго Буллз в обмін на Нейта Термонда.[17] Ворріорз використали цей драфт-пік, щоб вибрати Джо Браянта.
- f 1 2  У день драфту Клівленд Кавальєрс придбали Бутча Берда, драфт-пік першого раунду і драфт-пік другого раунду у Голден-Стейт Ворріорс в обмін на Двайт Девіс.[18] Кавальєрс використали ці драфт-піки, щоб вибрати Джона Ламберта і Мела Атлі.
- g  У день драфту Фінікс Санз придбав драфт-пік першого раунду від Баффало Брейвз в обмін на драфт-пік першого раунду 1976 року.[19] Санз використали цей драфт-пік, щоб вибрати Рікі Соберса.
- h  24 вересня 1974, Голден-Стейт Ворріорс придбали драфт-пік другого раунду від Лос-Анджелес Лейкерс в обмін на Зелмо Біті.[20] Ворріорз використали цей драфт-пік, щоб вибрати Гаса Вільямса.
- i  7 січня 1974, Чикаго Буллз придбали драфт-пік другого раунду від Сіетл Суперсонікс в обмін на Джона Гаммера.[21] Буллз використали цей драфт-пік, щоб вибрати Стіва Гріна.
- j  28 травня 1974, Нью-Йорк Нікс придбали Говарда Портера і драфт-пік другого раунду від Чикаго Буллз в обмін на драфт-пік першого раунду 1974 року.[16] Перед тим Буллз придбали Джона Гаммера, цей драфт-пік і драфт-пік другого раунду 1974 року 10 вересня 1973, від Баффало Брейвз в обмін на Гара Герда і Кевіна Каннерта.[21] Нікс використали цей драфт-пік, щоб вибрати Ларрі Фогла.
- k  6 вересня 1974, Фінікс Санз придбали Дейва Столлворта і драфт-пік другого раунду від Вашингтон Буллетс в обмін на Клема Гаскінса.[22] Санз використали цей драфт-пік, щоб вибрати Аллена Мерфі.
- l  23 травня 1975, Фінікс Санз придбали Пола Вестфала, драфт-піки в другому раунді 1975 і 1976 років від Бостон Селтікс в обмін на Чарлі Скотта.[23] Санз використали цей драфт-пік, щоб вибрати Джиммі Ден Коннера.
- m  6 грудня 1974, Нью-Орлінс Джаз прибрали драфт-пік третього раунду від Лос-Анджелес Лейкерс в обмін на Стю Ланца.[24] Джаз використали цей драфт-пік, щоб вибрати Джима Макелроя.
- n  20 серпня 1974, Вашингтон Буллетс придбали Діка Гіббса драфт-пік третього раунду від Сіетл Суперсонікс в обмін на Арчі Кларка.[25] Буллетс використали цей драфт-пік, щоб вибрати Тома Кроппа.
- o  18 вересня 1974, Портленд Трейл-Блейзерс придбав драфт-пік третього раунду від Чикаго Буллз в обмін на Мікі Джонсона.[26] Блейзерс використали цей драфт-пік, щоб вибрати Гаса Джерарда.
- p  9 жовтня 1973, Фінікс Санз придбали драфт-піки третього раунду 1974 і 1975 років від Вашингтон Буллетс (як Кепітал Буллетс) в обмін на Волта Веслі.[27] Санз використали цей драфт-пік, щоб вибрати Баярда Форреста.

## Додатковий драфт

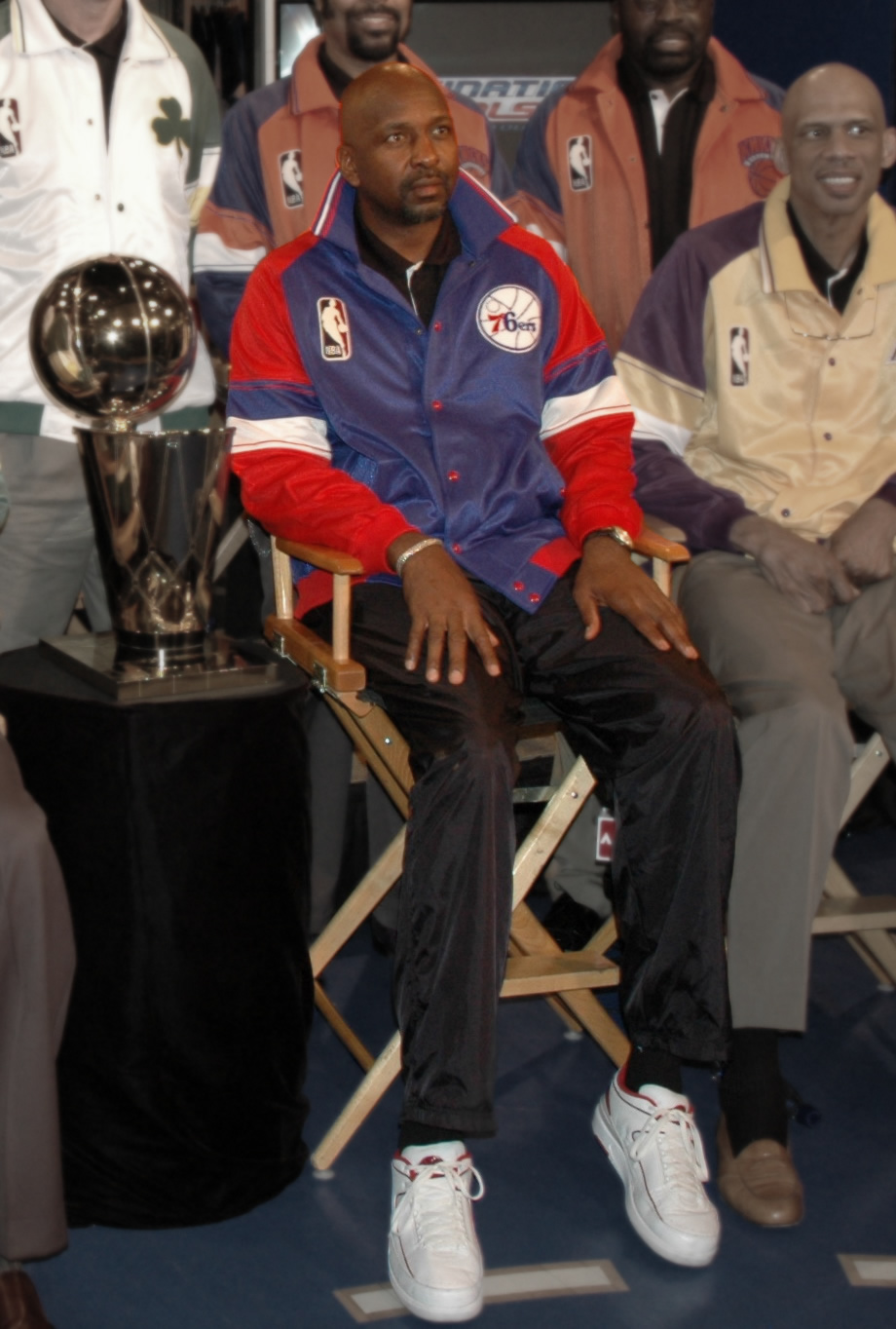
Нью-Орлінс Джаз обрали Моузеса Мелоуна під першим номером.

| Раунд | Вибір | Гравець         | Поз. | Громадянство | Команда НБА                 | Команда АБА          |
| ----- | ----- | --------------- | ---- | ------------ | --------------------------- | -------------------- |
| 1     | 1     | Моузес Мелоун^  | F/C  | США          | Нью-Орлінс Джаз             | Spirits of St. Louis |
| 1     | 2     | Марк Олбердінг  | F    | США          | Лос-Анджелес Лейкерс        | Сан-Антоніо Сперс    |
| 2     | 3     | Мел Беннетт     | F    | США          | Філадельфія Севенті-Сіксерс | Virginia Squires     |
| 3     | 4     | Скіп Вайз#      | G    | США          | Голден-Стейт Ворріорс       | Сан-Антоніо Сперс    |
| 4     | 5     | Чарльз Джордан# | F    | США          | Баффало Брейвз              | Індіана Пейсерз      |

## Нотатки
^ 1: 1981 року Ллойд Фрі поміняв власне ім'я на своє прізвисько Ворлд і став відомим як Ворлд Бі Фрі.